# Johan Caspar Mylius
Johan Caspar (de) Mylius (født 22. oktober 1776 i Odense, død 15. september 1852 i København) var en dansk godsejer.
Han var søn af kancelliråd, vicelandsdommer på Fyn og Langeland Johan Jacob Mylius til Lindved og Ulrica Cathrine f. Rasch. Efter at han 1797 var blevet student, udnævntes han 1801 til premierløjtnant i artilleriet, avancerede 1803 til kaptajn og 1809 til kompagnichef, men tog allerede 1813 sin afsked for udelukkende at kunne ofre sig for sine godsers bestyrelse, idet han 1800 var blevet ejer af Kattrup, 1806 af Estruplund og 1812 af det tidligere baroni Villestrup. I besiddelse af stor forretningsdygtighed samt kapital og med et åbent blik for det fordelagtige i godskøb under de da for landbruget uheldige konjunkturer forøgede han stadig sine ejendomme, således købte han 1816 Årupgård, 1821 Ågård og 1831 Lystrup, ligesom han i dette år ved moderens død arvede Rønningesøgård, som han fik oprettet til stamhus; disse sine udstrakte ejendomme, hvortil hørte et stort kompleks af bøndergods, administrerede han med overlegen dygtighed. Mylius, der 1809 var blevet kammerjunker og 1840 kammerherre samt optaget i adelstanden, mødte 1838 i Viborg som stænderdeputeret for ejerne af komplette sædegårde.
9. maj 1815 var han blevet gift med Vilhelmine Christiane Ulrica Holstein (1. juni 1784 – 12. juni 1861), datter af gehejmekonferensråd Christian Frederik von Holstein til Rathlousdal. Mylius døde i København 15. september 1852.